# Corumbaense Futebol Clube
El Corumbaense FC es un equipo de fútbol de Brasil que juega en el Campeonato Brasileño de Serie D, la cuarta división de fútbol en el país, y que llegó a jugar en la máxima categoría del fútbol brasileño en 1985.

## Historia
Fue fundado el 1 de enero de 1914 en la ciudad de Corumbá del estado de Mato Grosso del Sur y es el equipo de fútbol más viejo de la región Centro-Oeste de Brasil y fue uno de los equipos fundadores del Campeonato de Mato Grosso do Sul, volviéndose profesional en 1972.
En 1983 vence al CR Flamengo de Zico 5-1, un año después gana el título estatal y en 1985 logra el ascenso al Campeonato Brasileño de Serie A por primera vez en su historia, aunque ese mismo año descendió al terminar en último lugar de la liga.
El club pasó inactivo entre 1999 y 2004 hasta que en 2005 regresa a la competición profesional.

### Goleada Histórica
El 15 de septiembre de 2012 venció al Coxim AC con marcador de 23-1, con lo que pasó a ser la segunda mayor goleada en la historia de los torneos oficiales en Brasil solo por debajo de la goleada del Botafogo FC 24-0 al SC Mangueira por el Campeonato Carioca de 1909.

## Palmarés
- Campeonato de Mato Grosso do Sul: 2

1984, 2017
- Campeonato de Mato Grosso do Sul Serie B: 1

2006